# Heinrich du Plat
Johann Heinrich Christian du Plat (18. maj 1769 i Lesum – 29. februar 1852) var en dansk officer og kartograf. Han var bror til Glode du Plat.
Heinrich du Plat var søn af oberdeichgraf Peter Joseph du Plat og Anna Dorothea f. Fein. Han blev døbt 22. maj 1769 i Sankt Martini Kirke i Lesum. I 1789 tog han sammen med sin bror til Danmark, hvor han den 30. oktober samme år som frikorporal fik dansk indfødsret (uden at de dog fik naturalisation som danske adelsmænd). Han afsluttede sin karriere i hæren som karakteriseret generalmajor, kammerherre og lærer på Landkadetakademiet.
I 1795 udførte Heinrich du Plat et kort over Viborg. I året 1800 udarbejdede du Plat en militærtopografisk kortserie over Sjælland ud fra Videnskabernes Selskabs opmålinger. Dette skete på foranledning af kronprins Frederik. Du Plat forestod dernæst udarbejdelsen af 8 kortblade over Slesvig i 1804-05 og senere 6 kortblade over Holsten.
Han var Kommandør af Dannebrog.
Billedet gengivet her viser oberst du Plat. Det kan derfor også være hans bror Christian Frederik du Plat som også var oberst.

## Familie
30. oktober 1802 blev han gift med Alette Marie Amalia Wilster (4. marts 1777 i København – 17. juli 1853), datter af Cæsar August Wilster og Charlotte Elisabeth født von Schacht. Parret fik fem børn:
- Friederich August Peter Wilhelm du Plat (1803-1870)
- Friederich Cæsar Ludvig Rudolph du Plat (1804-1874)
- Marianne Dorothea du Plat (1806-1884)
- Peter Henrik Glode du Plat (1809-1864)
- Georg Ernst Emil du Plat (1816-1892)